# Asesinato de Luis Mata Illas
El asesinato de Luis Mata Illas fue un magnicidio perpetrado contra el gobernador de Caracas en 1907. Por sus circunstancias, se tornó en un escándalo político en Venezuela.

## Historia
Según el periódico El Constitucional, el suceso se llevó a cabo en un bar cuando el gobernador fue a poner orden a un grupo de ciudadanos ebrios encabezados por el general Eustoquio Gómez, primo del entonces vicepresidente Juan Vicente Gómez, y el general Isaías Nieto.  
Mata Illas, conociendo la relación entre Eustoquio y Juan Vicente Gómez, les pidió cortésmente su retirada, a lo que Gómez trató de mediar ofreciéndole una botella de champaña, cosa que el gobernador aceptó, y cuando estaban todos sentados en la mesa a punto de que llevaran las copas, alguien entró al local para avisarles que aquello era una emboscada y Mata Illas había llamado a la policía. Gómez y Nieto respondieron al instante a esto asesinando al gobernador a tiros.

### Consecuencias
El funeral de Estado de Luis Mata Illas fue polémico y accidentado, pues al pasar por dos filas de soldados, el oficial que comandaba el batalló ordenó apuntarle a la gente para conservar el orden, sin embargo, esto generó confusión y violencia, dispersándose la multitud y habiendo desmayos, fracturas, magullamientos y golpes, según se relató. El féretro fue abandonado en medio de la calle y, al calmarse la situación, fue retomada la ceremonia y llevó el féretro a su lugar de descanso.
Nieto y Gómez fueron detenidos y llevados a cárcel de La Rotunda, y un juicio por homicidio fue iniciado en su contra. El juez encargado del caso encontró culpables a los generales Isaías Nieto y Eustoquio Gómez. El juez Juan José Abreu ratificó una condena de 15 años de prisión en 1909. El gobernador Mata Illas había sido parte de La Conjura, en contra del vicepresidente Juan Vicente Gómez, quien poco después de esto asumió el poder como dictador de Venezuela y manifestó su desacuerdo con el asunto, lo que terminó en la liberación de Eustoquio Gómez y su posterior designación como presidente encargado del Estado Táchira, mientras que el juez Abreu fue llevado a prisión.
Al respecto de esto último, el periodista Leoncio Martínez elaboró una caricatura en la que apreciaban un grupo de gendarmes poniéndole esposas y cadenas a la imagen de la justicia. Dicha publicación llevó a que el caricaturista y su hermano Rafael, director del periódico, también fueran encarcelados en La Rotunda.